# Scraptia mozabita
Scraptia mozabita es una especie de coleóptero que pertenece a la familia Scraptiidae.

## Distribución geográfica
Habita en Argelia.